# Митрополитски покои, Лвов
Покоите на гръко-католическите митрополити е забележителност на Рококо архитектурата в Лвов. Сградата се намира се на площад Свети Георги в града, срещу катедралата Свети Георги. Тя е образец на дворцовата архитектура от втората половина на XVIII век, съчетавайки късен Барок (Рококо) с елементи на Класицизъм.
Покоите на гръко-католическите митрополити са построени в периода 1761-1762 г. по проект на архитект Кантий Фесингер или Клеменс Фесингер на мястото на дървения дворец от втората половина на XVI век. Според лвовският изследовател Володимир Вуйцик, автор на оригиналния проект в бароков стил е Пиер Рико дьо Тирге, а Клеменс Фесингер единствено преустроява двореца, придавайки му класически черти.
През 1774 г. зидарят Иван Шчуровски и каменоделецът Андрий Осовски изграждат каменни камини, а година по-късно Шчуровски прави маси, ламбрекени и рамки за пиректорни прозорци. Архитект Франциск Кулчицки е дизайнер и ръководител на интериорния декор. Два проекта на Кулчицки се съхраняват в Националния музей в Лвов: декорация на стълбищни клетки и основна зала. Дворецът претърпява възстановителни работи през 1885 г. под ръководството на Силвестър Хавришкевич и през 1922 г. под ръководството на Лев Левински.
Сградата е двуетажна, тухлена конструкция,с правоъгълна форма, с ориентация север-юг. Покривът е четирискатен. Акцентът на фасадата са ризалитите. Централният ризалит е украсен с портик и фронтон с герб в тимпана на сградата, страничните ризалити са украсени с пиластри. Плоските пиластри, завършени с гирлянди от мазилка, плетените вази, разположени в ъглите на фронтона, и капандурите са характерни за стила на Клеменс Фесингер. Пред източната фасада е изграден митрополитски двор с цветна градина, оградена със зид. От западната страна на двореца е разположен преден двор.
Вътрешната планировка на сградата е анфиладна. В интериора са запазени фрагменти от стенописи от XVII век, както и художествени произведения.

## Препратки
1. ↑  В. С. Вуйцик Львівські барокові палаци. Палац Більських // Вісник інституту «Укрзахідпроектреставрація». — 2003. — № 13 — С. 68. — ISBN 966-95066-4-10.
2. ↑  В. С. Вуйцик Скульптор Іван Щуровський // Записки Наукового товариства імені Шевченка. Праці Комісії образотворчого та ужиткового мистецтва. — Львів, 1998 . — Т. CCXXXVI . — С. 307.
3. ↑  В. С. Вуйцик Львівський архітектор Франціск Кульчицький // Вісник інституту «Укрзахідпроектреставрація». — 1996. — № 5. — С. 70, 72—73. — ISBN 5-7707-9955-2.

## Връзка
- Дворец на гръкокатолическите архиепископи Архив на оригинала от 2016-03-09 в Wayback Machine.

|  | Тази страница частично или изцяло представлява превод на страницата „Митрополичі палати“ в Уикипедия на украински. Оригиналният текст, както и този превод, са защитени от Лиценза „Криейтив Комънс – Признание – Споделяне на споделеното“, а за съдържание, създадено преди юни 2009 година – от Лиценза за свободна документация на ГНУ. Прегледайте историята на редакциите на оригиналната страница, както и на преводната страница, за да видите списъка на съавторите. ВАЖНО: Този шаблон се отнася единствено до авторските права върху съдържанието на статията. Добавянето му не отменя изискването да се посочват конкретни източници на твърденията, които да бъдат благонадеждни. |